# David Sims (giocatore di football americano)
David Sims (Atlanta, 26 ottobre 1955) è un ex giocatore di football americano statunitense che ha giocato nel ruolo di running back nella National Football League (NFL). Fu scelto nel corso del settimo giro (179º assoluto) del Draft NFL 1977 dai Seattle Seahawks. Al college giocò a football al Georgia Institute of Technology.

## Carriera professionistica
Sims fu scelto nel corso del settimo giro del Draft 1977 dai Seattle Seahawks. Nella sua stagione da rookie disputò 14 partite segnando 5 touchdown su corsa e 3 su ricezione. Nella successiva si impose come uno dei migliori running back dell'anno guidando la NFL in touchdown totali, 14 su corsa e uno su ricezione, e correndo 752 yard. La promettente carriera di Sims si interruppe nella terza gara della stagione 1979 a causa di un grave infortunio subito. Nel 1985 fu inserito nella Georgia Tech Hall of Fame.

## Palmarès
- Leader della NFL in touchdown su corsa: 1

1978

## Statistiche
| Partite totali | 29    |
| Yard corse     | 1.174 |
| Touchdown      | 23    |